# Wietse Chanet

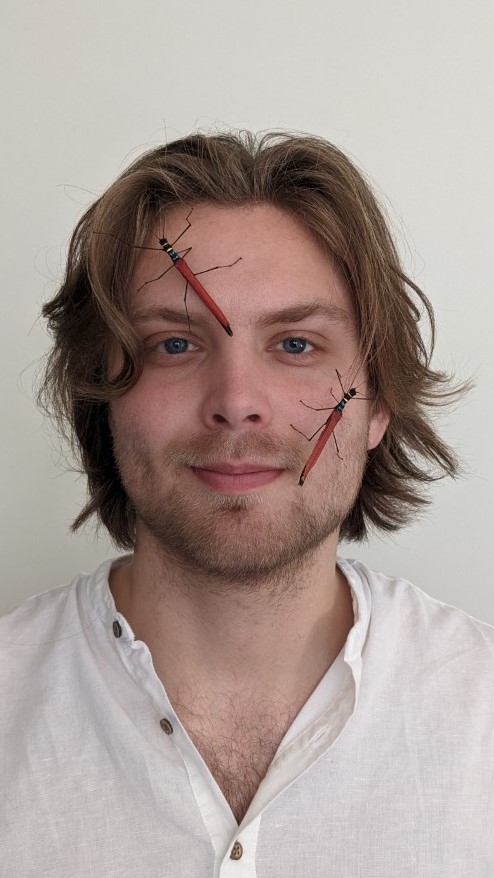
Wietse Chanet met twee adulte, vrouwelijke Calvisia kneubuehleri 'Dong Nai.

Wietse Chanet (Kalmthout, 1998) is een Belgische wetenschapper, gespecialiseerd in wandelende takken en bladeren, en wetenschapscommunicator. Op sociale media is hij actief als Phasmedia, wat een woordspeling is op Phasmida, de wetenschappelijke naam voor wandelende takken. Hij kweekt de insecten ook zelf. Daarnaast maakt hij onder het pseudoniem WilderWickie educatieve filmpjes over de natuur. 
Toen Chanet tien jaar oud was, bleek hij een allergie te hebben voor huisdieren met een vacht. Hij kon dus geen hond of kat in huis halen, waardoor zijn keuze viel op de Indische wandelende tak. Hiermee werd zijn interesse gewekt voor wandelende takken, en begon hij deze zelf te kweken. Eind 2014 stelde Chanet zijn collectie wandelende takken en bladeren voor in het Arboretum van Kalmthout, begin 2022 en eind 2024 deed hij dit opnieuw. In 2022 startte hij met exposeren in het Nederlandse Trompenburg Tuinen & Arboretum, wat hij sindsdien jaarlijks doet. In 2023 volgde er een expositie in de Plantentuin van Meise en nam hij voor het eerst deel aan het Nerdland Festival. In de zomer van 2021 nam fotografe Katrijn Van Giel Chanet en zijn wandelende takken op in een lijst van meest markante dingen in de Belgische krant De Standaard. In maart 2022 maakte Iedereen beroemd een korte documentaire over Chanet. Videos van Chanet en zijn wandelende takken werden gedeeld door onder andere de Britse krant Daily Mail, en hij werd onder meer geïnterviewd door het Noorse VGTV. De dieren van Chanet zijn meermaals gebruikt in fotoshoots, onder andere voor Vogue (tijdschrift) en Chanel. 
Chanet volgde zijn middelbare opleiding aan het College van het Eucharistisch Hart in Essen, waarna hij de bacheloropleiding tot bio-ingenieur volgde aan de Universiteit Gent. Vervolgens volgde hij de masteropleiding Biodiversity, Conservation and Restoration aan de Universiteit Antwerpen. Aan deze universiteiten geeft hij ook exposities en lezingen over wandelende takken en bladeren. Hij liep eveneens stage bij het Grenspark Kalmthoutse Heide, waar hij onderzoek deed naar de link tussen de weersomstandigheden en het aantal waarnemingen van zwangere gladde slangen. Sinds mei 2023 schrijft hij als expert biologie nieuwsartikelen over de natuur voor de online versie van Het Laatste Nieuws. Vanaf april 2024 werkt hij als communicatiemedewerker bij het Instituut voor Natuur- en Bosonderzoek 